# Funzioni psichiche
Le funzioni psichiche sono il complesso di funzionalità della psiche ovvero attività del sistema nervoso centrale adatte a ricevere e interpretare dati e stimoli esterni determinando come risposta un certo comportamento, comprendendo sia le funzioni cognitive sia quelle inconsce. Il loro livello di attività e sviluppo determina la personalità dell'individuo.
Hanno sede fisica in strutture cerebrali ben definite, sono allacciate fra di loro per mezzo di interconnessioni neuronali e operano in modo diffuso. Le strutture cerebrali deposte al loro funzionamento, si formano durante lo sviluppo embrionale e come le caratteristiche somatiche dipendono dalla struttura del DNA originale che ne determina l'individualità e la qualità, mentre lo sviluppo e l'esperienza ne determina la quantità. Quindi ogni funzione psichica ha due aspetti, uno innato, di base che dipende dal DNA dei genitori e uno acquisito che dipende dagli stimoli e dall'ambiente; entrambi sono importanti per avere nella maturità un solido impianto delle funzioni psichiche.
Le funzioni psichiche più indagate sono l'attenzione, la percezione, la coscienza, il pensiero, la critica, il ragionamento, la memoria, l'intelligenza, l'affettività, l'istintualità, la volontà, l'inconscio. Il loro livello o sviluppo determina l'intelligenza dell'individuo nei suoi vari aspetti intesa come capacità di adattamento e superamento di situazioni nuove che occorrono durante la vita.  Le scienze che studiano le funzioni psichiche da un punto di vista fisiologico, ossia del loro normale funzionamento sono le neuroscienze, la neuroanatomia, la neurofisiologia, la neurobiochimica, la psicologia. Mentre le alterazioni delle funzioni psichiche ossia la loro patologia sono studiate principalmente dalla psichiatria e dalla neuropsicologia.

## Storia
L'indirizzo medico naturalistico della medicina greca con Ippocrate nel IV secolo a.C. e romana con Galeno, nel II secolo d.C., lasciano già intravedere che era già considerata un'influenza mentale su alcune malattie come l'epilessia e la depressione, anche se manca una qualsiasi sistematizzazione della materia.
Nel Cinquecento il primo a parlare di natura psicologica della malattia mentale fu un medico olandese, Johann Wier.
Gli studi iniziali delle funzioni psichiche si fanno risalire alla fine del Settecento con il progresso delle scienze causato dall'Illuminismo. Fin dal principio gli studiosi cercarono la più precisa relazione fra topografia cranica e funzioni psichiche,  con Gall (1758-1828) abbiamo la frenologia, con Mesmer (1734-1825) il mesmerismo. L'aspirazione a mettere in relazione la funzione con la struttura è forte e anche quando è andata frustrata ha comunque ottenuto dei progressi. La psicoanalisi stessa è stata fondata da Sigmund Freud che aveva iniziato con un programma di indagine puramente neurologica e la terminologia psicoanalitica si rifà tutta a terminologia presa dal campo della fisica, per dire gli sforzi fatti di voler mantenere i fenomeni riguardanti le funzioni psichiche in un ambito propriamente biochimico ed elettrofisiologico.
Finora non ci sono state risorse tecnologiche abbastanza avanzate per poter porre in relazione le funzioni psichiche con le strutture cerebrali che le sostengono. La funzione più facilmente indagabile per esempio è stata la memoria e quindi si sa che la sede della memoria è in modo approssimativo nei lobi frontali; si sa che alcune funzioni molto primitive dell'affettività si trovano nel mesencefalo ma mentre si ha una chiara localizzazione dell'homunculus motorio non si sa nulla (2005) della localizzazione, né se esista, per quanto riguarda l'intelligenza, la coscienza e altre funzioni psichiche importanti.
Sono da segnalare studi sulla trasmissibilità ereditaria dell'intelligenza fatti negli Stati Uniti ma sembra che non abbiano dato alcun risultato di rilievo.

## Descrizione

### Elenco e definizione
Vengono qui di seguito elencate e definite in modo breve, le principali funzioni psichiche in ordine di importanza e complessità, così per esempio per poter esplorare l'intelligenza devono essere integre tutte le funzioni precedenti; per poter indagare l'affettività, deve essere prima integra la coscienza. (per la trattazione approfondita delle funzioni psichiche vedere le singole voci):
1. l'attenzione è la capacità di concentrare l'attività psichica su un determinato contenuto
2. le senso-percezioni sono attività mentali di raccolta e di integrazione dei dati di realtà
3. la memoria è l'attività di immagazzinamento e riutilizzo dei dati
4. la comprensione è l'attività di afferrare il significato della realtà
5. il pensiero è l'attività di riconoscimento e manipolazione della realtà
  1. l'ideazione è l'attività di flusso delle idee
  2. la critica è l'attività di controllo sulle altre funzioni psichiche e sulla realtà
6. la coscienza è la consapevolezza di sé e dell'ambiente
7. l'intelligenza è la capacità di riconoscere, impostare e risolvere al meglio i problemi posti dalla realtà
8. l'affettività è l'attività emotiva nel rapporto con la realtà
9. l'istintualità è l'attività che riguarda il comportamento istintuale come la sessualità
10. la volontà è l'attività che riguarda l'avviamento e la continuazione delle funzioni motorie e delle funzioni psichiche

### Alterazioni delle funzioni psichiche
Le alterazioni delle funzioni psichiche sono argomento centrale della Clinica Psichiatrica, e più in generale della Psicopatologia, e in generale e data la vastità, la complessità e la varietà degli argomenti vengono trattati come patologia delle singole funzioni. Qui di seguito una breve definizione orientativa:
1. l'attenzione, alterazioni della funzione psichica dell'attenzione
  1. iperprosessia è un aumento dell'attenzione
  2. ipoprosessia è una diminuzione dell'attenzione
  3. aprosessia è una mancanza di attenzione (solo teorica)
  4. disprosessia è la disattenzione
2. le senso-percezioni
  1. quantitative
    1. iperestesia è un aumento della percezione
    2. ipoestesia è una diminuzione della percezione

  2. qualitative
    1. depersonalizzazione è la sensazione che l'ambiente sia strano e irreale
    2. dissociazione è la perdita della interrelazione fra le percezioni
    3. falsamento è la percezione errata e senza oggetto e può essere:
      1. illusione è una percezione errata e criticata
      2. allucinazione è una percezione senza oggetto e non criticata
      3. pseudoallucinazione "eco del pensiero"
      4. allucinosi percezione senza oggetto e criticata
3. la memoria i disturbi della memoria si chiamano dismnesie e sono:
  1. quantitativi
    1. ipemnesia è un aumento della memoria
    2. ipomnesia è una diminuzione della memoria
    3. amnesia è la mancanza di memoria

  2. qualitativi
    1. allomnesia è una illusione
    2. pseudomnesia sono le allucinazioni, i falsi riconoscimenti e i falsi ricordi
4. la comprensione è l'attività di afferrare il significato della realtà
5. il pensiero
  1. disturbi della forma
    1. fuga delle idee
    2. ideazione
      1. dissociata
      2. incoerente
      3. prevalente
      4. coatta

    3. particolarismo
    4. prolissità
    5. perseverazione

  2. disturbi del contenuto
    1. idea delirante

  3. l'ideazione è l'attività di flusso delle idee
  4. la critica è l'attività di controllo sulle altre funzioni psichiche e sulla realtà
6. la coscienza, alterazioni dello stato di coscienza:
  1. obnubilato quando solo stimoli molto forti possono provocare una reazione
  2. crepuscolare quando si ha un restringimento del campo di coscienza
  3. onirico come il precedente più un falsamento, ossia nessuna distinzione fra realtà e fantasia
  4. oniroide c'è solo falsamento ossia una produzione delirante fantastica e alterazioni delle senso-percezioni
7. l'intelligenza
  1. quantitativi
    1. oligofrenia è la mancanza di sviluppo
    2. demenza è la perdita
    3. insufficienza mentale è il mancato sviluppo e perdita
    4. pseudoinsufficienza

  2. qualitativi
    1. grave idiozia Q.I. < 20%
    2. imbecillità Q.I. 20-50%
    3. lieve labilità Q.I. 50-70%
    4. marginale stupidità Q.I. 70-90%
8. l'affettività può essere alterata in
  1. depressione
  2. euforia
  3. irritabilità
  4. labilità affettiva
  5. stupore emozionale
  6. dissociazione affettiva
  7. apatia
  8. ambivalenza affettiva
  9. sentimento della mancanza di sentimento
  10. fobia
  11. ansia
9. l'istintualità le alterazioni sono
  1. disturbi della sessualità
10. la volontà
  1. abulia
  2. impulsività
  3. ipermotricità
  4. ipomotricità
  5. amotricità
  6. stereotipie
  7. manierismo
  8. negativismo
  9. automatismo